# Cormocephalus westwoodi
Cormocephalus westwoodi är en mångfotingart som först beskrevs av Newport 1844.  Cormocephalus westwoodi ingår i släktet Cormocephalus och familjen Scolopendridae.

## Underarter
Arten delas in i följande underarter:
- C. w. anceps
- C. w. lambertoni
- C. w. westwoodi
- C. w. nubigenus
- C. w. ribauti